# Andalo
Andalo és un municipi italià de la província de Trento, situat a una altitud de 1.042 metres sobre el nivell del mar. L'any 2021 tenia 1.268 habitants. Limita amb els municipis de Cavedago, Fai della Paganella, Molveno, San Lorenzo in Banale, Terlago i Zambana.
El seu origen remunta al segle xii, quan va establir-se en una zona de pastura alpina. L'any 2017 es va trobar un document de 1623, l'anomenada Carta di Regola di Andalo, que és el primer reglament de funcionament del municipi, que establia normes de convivència cívica i regulava les propietats públiques i les vies de comunicació.
Actualment, la principal activitat econòmica és el turisme de muntanya, en ser un lloc d'on surten moltes excursions al Parc Natural Adamello-Brenta.